# يفغيني لونيوف
يفغيني لونيوف (بالقازاقية: Евгений Анатольевич Лунев)‏ هو لاعب كرة قدم كازاخستاني في مركز الهجوم، ولد في 26 أبريل 1976 في الاتحاد السوفيتي. شارك مع منتخب كازاخستان لكرة القدم. أما مع النوادي، فقد لعب مع نادي إيرتيش بافلودار ونادي شاختار قراغندي ونادي كايرات.

## وصلات خارجية
- يفغيني لونيوف على موقع قاعدة بيانات كرة القدم.إي يو (الإنجليزية)
- يفغيني لونيوف على موقع ناشيونال فوتبول تيمز (الإنجليزية)
- يفغيني لونيوف على موقع Soccerway.com (الإنجليزية)